# Château de Chalandry
Le château de Chalandry est une ancienne Maison forte, du XVIe siècle, qui se dresse sur la commune de Chalandry dans le département de l'Aisne en région Hauts-de-France.
Le château fait l'objet d'une inscription partielle au titre des monuments historiques par arrêté du 28 juin 1927. Seule la tourelle d'angle est inscrite.

## Situation
Le château de Chalandry est situé dans le département français de l'Aisne sur la commune de Chalandry.

## Historique
Une famille de Chalandry, vassale de l'abbaye Saint-Jean de Laon, est citée depuis le XIIe siècle (?).
La maison forte est reconstruite au XVIe siècle.

## Description

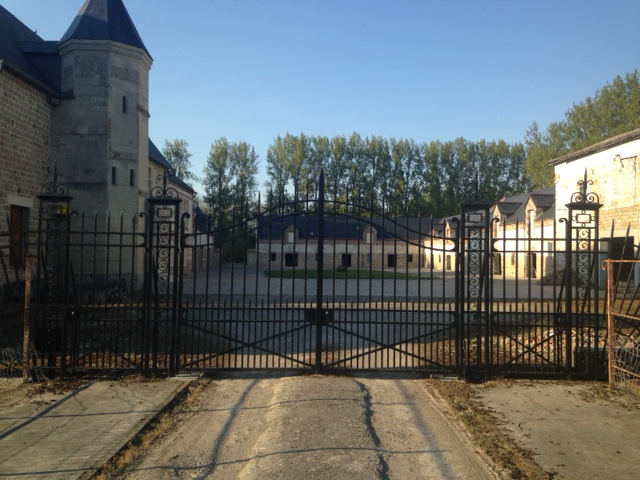
Château de Chalandry.